# Embia sabulosa
Embia sabulosa is een insectensoort uit de familie Embiidae, die tot de orde webspinners (Embioptera) behoort. De soort komt voor in Zuid-Afrika.
Embia sabulosa is voor het eerst wetenschappelijk beschreven door Enderlein in 1908.